# The Great American Bash 1988
The Great American Bash (1988) fu la quarta edizione del pay-per-view di wrestling della serie Great American Bash, prodotto dalla Jim Crockett Promotions sotto l'egida della National Wrestling Alliance. L'evento si svolse il 10 luglio 1988 presso la Baltimore Arena di Baltimora, Maryland.
Questa edizione fu l'ultima ad essere prodotta dalla JCP in collaborazione con la National Wrestling Alliance (NWA), in quanto la Jim Crockett Promotions (JCP) venne acquistata dalla Turner Broadcasting System nel novembre 1988 e la compagnia fu rinominata World Championship Wrestling (WCW).
Il main event della serata fu l'incontro per il titolo NWA World Heavyweight Championship. In esso Ric Flair sconfisse Lex Luger mantenendo la cintura di campione, quando il match venne fermato a causa dell'eccessivo sanguinamento da parte di Luger.
Altri match di rilievo che si svolsero all'evento furono Barry Windham contro Dusty Rhodes per l'NWA United States Heavyweight Championship; The Road Warriors (Hawk & Animal), "Dr. Death" Steve Williams, Jimmy Garvin & Ron Garvin contro Kevin Sullivan, Mike Rotunda, Al Perez, Russian Assassin & Ivan Koloff in un Tower of Doom match; The Fantastics (Bobby Fulton & Tommy Rogers) contro The Midnight Express (Bobby Eaton & Stan Lane) per l'NWA United States Tag Team Championship; e Arn Anderson & Tully Blanchard contro Sting & Nikita Koloff per l'NWA World Tag Team Championship.

## Evento
Prima che l'evento fosse trasmesso in diretta in PPV, Rick Steiner & Dick Murdoch sconfissero Tim Horner & Kendall Windham in un Dark match non trasmesso in TV.

### Match preliminari
Il primo incontro fu un tag team match per l'NWA World Tag Team Championship. Arn Anderson & Tully Blanchard difesero le cinture dall'assalto di Sting & Nikita Koloff. Sting e Koloff dominarono le prime fasi del match, ma l'incontro terminò in parità per limite di tempo. Come risultato, Anderson e Blanchard mantennero i titoli.
Il match successivo fu per l'NWA United States Tag Team Championship. I campioni di coppia The Fantastics (Bobby Fulton & Tommy Rogers) persero i titoli contro i Midnight Express (Bobby Eaton & Stan Lane). Il manager dei Midnight Express, Jim Cornette, fu rinchiuso in una gabbia e sospeso sopra il ring per impedirgli di interferire nel match. La stipulazione dell'incontro prevedeva che se i Fantastics avessero vinto, avrebbero avuto la possibilità di dare dieci cinghiate a Cornette.
Il terzo incontro fu un Tower of Doom match che vide scontrarsi The Road Warriors (Hawk & Animal), Steve Williams, Jimmy Garvin e Ron Garvin contro Kevin Sullivan, Mike Rotunda, Al Perez, Russian Assassin e Ivan Koloff. Due lottatori cominciano il match in cima alla gabbia per un periodo di due minuti. Dopo quel periodo, una botola in entrambe le gabbie di livello superiore si apre per quindici secondi, il che permette a un lottatore bloccato di scendere nella gabbia sottostante con tutti gli altri lottatori. Lo scopo del match è aprire la porta e scappare fuori dalla gabbia. In questo particolare incontro, la valletta di Jimmy Garvin, Precious, aveva la chiave della porta. Ron Garvin e Ivan Koloff iniziarono per primi la contesa. Alla fine fu la squadra di Garvin a vincere.
Il quarto match fu per l'NWA United States Heavyweight Championship. Barry Windham sconfisse Dusty Rhodes. Ron Garvin interferì nel match ed attaccò Rhodes colpendolo con un pugno.

### Main Event
Il main event della serata fu l'incontro tra il campione in carica Ric Flair e Lex Luger con in palio l'NWA World Heavyweight Championship. Luger dominò Flair per gran parte del match grazie alla sua maggiore forza fisica. Flair tentò di portare la contesa fuori dal ring e di colpire l'avversario con oggetti contundenti varie volte. Alla fine Luger riuscì ad imprigionare Flair nella sua presa di sottomissione Torture Rack, e a farlo cedere per dolore. Tuttavia, fu annunciato che il match era stato fermato a causa dell'eccessivo sanguinamento di Luger, citando il regolamento della Maryland State Athletic Commission, prima che il campione cedesse. Come risultato, Flair mantenne il titolo.

## Risultati
| N.         | Risultati | Stipulazione                                                  | Durata |
| ---------- | --- | ------------------------------------------------------------- | ------ |
| Dark match | Dick Murdoch & Rick Steiner sconfiggono Kendall Windham & Tim Horner | Tag team match                                                | 04:35  |
| 1          | Arn Anderson & Tully Blanchard (c) (con J.J. Dillon) contro Nikita Koloff & Sting termina in parità per limite di tempo massimo                                                                                 | Tag team match per l'NWA World Tag Team Championship          | 20:00  |
| 2          | The Midnight Express (Bobby Eaton & Stan Lane) (con Jim Cornette) sconfiggono The Fantastics (Bobby Fulton & Tommy Rogers) (c)                                                                                  | Tag team match per l'NWA United States Tag Team Championship  | 16:23  |
| 3          | The Road Warriors (Animal & Hawk), Jimmy Garvin, Ron Garvin & "Dr. Death" Steve Williams (con Precious) sconfiggono Al Perez, Ivan Koloff, Kevin Sullivan, Mike Rotunda, & The Russian Assassin (con Gary Hart) | Tower of Doom match                                           | 19:55  |
| 4          | Barry Windham (c) (con J.J. Dillon) sconfigge Dusty Rhodes | Single match per l'NWA United States Heavyweight Championship | 15:55  |
| 5          | Ric Flair (c) (con J.J. Dillon) sconfigge Lex Luger | Single match per l'NWA World Heavyweight Championship         | 23:13  |